# Державний кордон. Рік Сорок перший
Рік сорок перший — радянський телевізійний художній фільм, поставлений на кіностудії «Білорусьфільм» 1986 році режисером В'ячеславом Никифоровим. П'ятий фільм телевізійного серіалу «Державний кордон».

## Сюжет
Червень 1941 року. Прикордонники застави під командуванням лейтенанта Сушенцова несуть службу на ділянці радянської державного кордону, який проходить поряд з польською територією, зайнятої військами Третього Рейху, в умовах постійних провокацій з протилежного боку. Минають останні мирні дні. Сушенцов, незважаючи на наказ командування не вплутуватися в дрібні конфлікти, відповідає на зухвалу поведінку ворога вогнем. Зняти з посади його не встигають. Починається війна. Перший удар нацистських агресорів приймають на себе радянські прикордонники. Гинуть майже всі, але ціною свого життя на кілька годин затримують ворога…

## У ролях
- Дмитро Матвєєв — начальник прикордонної застави лейтенант Ілля Сушенцов
- Євген Леонов-Гладишев — молодший політичний керывник прикордонної застави Віктор Бєлов
- Семен Морозов — старшина прикордонної застави Павло Левада
- Геннадій Корольков — начальник прикордонного загону підполковник Свиридов
- Олександр Тимошкин — Карпухін
- Андрій Смоляков — сержант Микола Гриневич
- Віра Сотникова — Ірина, дружина лейтенанта Сушенцова
- Марина Левтова — Ольга Бєлова
- Лідія Єжевська — Зося
- Юрій Ступаков — Віхров
- Геннадій Гарбук — Антось
- Олександр Лабуш — Макашин
- Федір Шмаков — Деркун
- Павло Радчук — Паша
- Ігор Василюк — Гоша
- Григорій Дунаєв — поранений трубач
- Олег Гущин — офіцер
- Олексій Булдаков — морально нестійкий солдат
- Юрій Мороз — прикордонник
- Григорій Фірсов — епізод
- Олег Рогачов — епізод
- Ігор Нєупокоєв — епізод
- Віктор Рибчинський — епізод
- Володимир Ізотов — епізод
- Сергій Пожогін — епізод
- Михайло Долгополов — епізод
- Олександр Кашперов — епізод
- Андрій Олиференко — епізод
- Олександр Аржиловський — полковник Коротков
- Валерій Войтюк — Скляр
- Арчіл Гоміашвілі — Йосип Сталін
- Герберт Дмитрієв — генерал-лейтенант Масленников
- Гунар Далманіс — німецький льотчик
- Віктор Костецький — німецький диверсант Бюхнер
- Яніс Паукштелло — німецький льотчик
- Болеслав Севко — польський комуніст Стопинський
- Володимир Ткаченко — Голіков
- Ростислав Шмирьов — Анатолій Геннадійович
- Варіс Ветра — епізод
- Станіслав Вількін — епізод
- Фома Воронецький — епізод
- Олександр Курлович — епізод
- В'ячеслав Новик — епізод
- Михайло Федоровський — епізод
- Ігор Шкурін — епізод

## Знімальна група
- Автор сценарію — Олег Смирнов
- Постановка — В'ячеслав Никифоров
- Оператор-постановник — Ігор Ремішевський
- Композитори — Володимир Девіденко, Ігор Зубков
- Звукооператор — Сергій Бубенко
- Художники: Григорій Храпуцький, Олена Курмаз
- Музичний редактор — Леонід Захлєвний
- Директор картини — Володимир Белько